# 2024년 하계 올림픽 인도 선수단
인도는 2024년 7월 26일부터 8월 11일까지 프랑스 파리에서 열리는 2024 하계 올림픽에 출전했다. 인도 선수들은 1920년부터 매 대회 하계 올림픽에 출전해 왔다. (1900년 파리에서 선수단의 공식 데뷔를 진행하긴 했다)

## 출전 선수
| 종목     | 남자 | 여자 | 전체 |
| -------- | ---- | ---- | ---- |
| 양궁     | 3    | 3    | 6    |
| 육상     | 18   | 12   | 30   |
| 배드민턴 | 4    | 3    | 7    |
| 복싱     | 2    | 4    | 6    |
| 승마     | 1    | 0    | 1    |
| 하키     | 16   | 0    | 16   |
| 골프     | 2    | 2    | 4    |
| 유도     | 0    | 1    | 1    |
| 조정     | 1    | 0    | 1    |
| 요트     | 1    | 1    | 2    |
| 사격     | 10   | 11   | 21   |
| 수영     | 1    | 1    | 2    |
| 탁구     | 3    | 3    | 6    |
| 테니스   | 3    | 0    | 3    |
| 역도     | 0    | 1    | 1    |
| 레슬링   | 1    | 5    | 6    |
| 전체     | 66   | 47   | 113  |

## 메달 집계
| 종목 | 1 | 2 | 3 | 합계 |
| 종목 | ' | ' | ' | '    |
| 종목 | ' | ' | ' | '    |
| 종목 | ' | ' | ' | '    |
| 합계 | ' | ' | ' | '    |

## 같이 보기
- 2024년 하계 올림픽